# 葛城韓媛
葛城 韓媛（かつらぎ の からひめ、生没年不詳）は、古墳時代の豪族の葛城氏の娘。『記紀』に記されている雄略天皇の妃の一人で、白髪武広国押稚日本根子天皇（しらか の たけひろくにおしわかやまとねこ の すめらみこと、清寧天皇）と稚足姫皇女の生母。父は葛城円（かつらぎ の つぶら）。『古事記』では韓比売あるいは訶良比売。

## 略歴
『日本書紀』巻第十四に伝えられる話によると、推定456年、雄略天皇の兄の安康天皇は父の大草香皇子の復仇のために遺児の眉輪王に殺害され、王は天皇の同母兄である坂合黒彦皇子とともに葛城円大臣の家に逃げ込んだ。天皇は引き渡しを求めたが、円は人臣である自分を頼って逃げてきた皇子たちを差し出すのは忍びないとして、これに応じなかった。天皇は円の家を取り囲み、円は最後まで皇子たちを庇おうとした。その代償として、娘の韓媛と、「葛城の宅（いえ）七区（ななところ）」を献上し、贖罪をしようとしたが、天皇は許さず、円の家に火をつけて、皇子ともども焼き殺してしまった。舎人たちが骨を拾おうとしたが、判別がつかず、新漢（いまきのあや）にある南の丘に合葬した。現在の奈良県吉野郡大淀町今木か、あるいは高市郡（旧名は今木郡）とされている。
『古事記』では、既に妻問いしていることになっているが、改めて側に仕えさせるために、さらに五処（いつところ）の屯倉を献上している。また、命乞いはせず、最後まで戦った上で、王を殺し、自裁している。しかし、大筋はほぼ同じである。清寧天皇や稚足姫皇女の年齢を加味すると、かなり前より関係があったことになる。
なお、葛城氏は、この後で雄略天皇に殺害される市辺押磐皇子（いちのへ の おしは の みこ）と姻戚関係にあり（母が葛城襲津彦の子の葦田宿禰の女の黒媛で、妻が葦田宿禰の子の葛城蟻臣の女の荑媛（はえひめ））、そのため眉輪王は円を頼り、雄略天皇も市辺押磐皇子の後ろ盾を奪うために葛城氏を滅亡させた、と見ることもできる。
以上のように、この結婚には当初から大王家と葛城氏との抗争劇が背景にある。そんな中で、のちに天皇の皇太子になる白髪皇子と、悲劇的な最後を遂げる稚足姫皇女が誕生している。
雄略天皇元年3月、吉備稚媛らとともに3人の妃のうちの1人と認められる『書紀』巻第十五によると、清寧天皇即位後、皇太夫人（おおきさき）とされる。
葛城氏は没落し、以後、葛城氏出身の后妃は存在していない。

## 参考資料
- 『コンサイス日本人名辞典 改訂新版』（三省堂、1993年） p.335
- 『古事記』完訳日本の古典1、小学館、1983年
- 『日本書紀』(三)、岩波文庫、1994年
- 『日本書紀』全現代語訳(上)、講談社学術文庫、宇治谷孟：訳、1988年